# GIZA studio R&B RESPECT Vol.1 〜six sisters selection〜
『GIZA studio R&B RESPECT Vol.1 ～six sisters selection～』（ギザ・ステューディオ・アールアンドビー・リスペクト・ボリュームワン・シックス・シスターズ・セレクション）は、GIZA studioから発売されたコンピレーション・アルバム。

## 概要
- GIZA studioに所属する女性ボーカリスト6人による、R&B名曲のカバーアルバム。
- ライナーノーツが付属しており、歌詞のほか、各楽曲に関する解説などが記載されている。
- 「Vol.1」とシリーズ化される予定だったことが仄めかされているが、2019年6月現在、第2弾以降の発売はない。

## 収録曲
1. Free（松田明子）
原曲：デニース・ウィリアムズ
2. Tell Me（中村由利）
原曲：グルーヴ・セオリー
3. I'll Be There（倉木麻衣）
原曲：ジャクソン5
4. You Can't Hurry Love（松永安未）
原曲：スプリームズ
5. Killing Me Softly With His Song（三好真美）
原曲：ロバータ・フラック
6. I Will Survive（愛内里菜）
原曲：グロリア・ゲイナー